# Buttstädt
Buttstädt è un comune con status di Landgemeinde della Turingia, in Germania.
Conta 6 673 abitanti.
Appartiene al circondario di Sömmerda.

## Storia
Il 1º gennaio 2019 vennero aggregati alla città di Buttstädt i comuni di Ellersleben, Eßleben-Teutleben, Großbrembach, Guthmannshausen, Hardisleben, Kleinbrembach, Mannstedt, Olbersleben e Rudersdorf; in seguito a ciò la città di Buttstädt assunse lo status di Landgemeinde.